# Alessandro Carbonare
Pour les articles homonymes, voir Carbonare.
Alessandro Carbonare (né le 3 septembre 1967 à Desenzano del Garda) est un clarinettiste italien.

## Biographie
Alessandro Carbonare a débuté sur une petite clarinette en mi♭ à l'âge de 5 ans. Il a pris des cours pendant 2 années avec Bruno Righetti, puis a continué avec Thomas Friedli et Walter Boeykens pendant une année en Italie du Nord et également avec Paolo Budini (1912-2001), clarinette solo de la Scala de Milan de 1941 à 1972. À l'âge de 21 ans, il est devenu soliste-assistant de l'orchestre de l'Opéra national de Lyon,, et a ensuite rejoint à l'âge de 26 ans l'orchestre national de France pendant 15 ans. Il joue en tant que première clarinette solo à l'orchestre di Santa Cecilia de Rome depuis 2003 et se produit également avec le Quintetto Bibiena. Il a collaboré comme clarinette solo avec l'orchestre philharmonique de Berlin, le Chicago Symphony Orchestra et le New York Philharmonic.
Il a remporté d'importants concours internationaux de clarinette : Genève (1990), Prague (1991), Toulon (1991), Munich (concours international de musique de l'ARD, 1991) et Paris (1992).
Depuis ses débuts avec l'orchestre de la Suisse Romande à Genève, Alessandro Carbonare s'est produit en tant que soliste, entre autres, avec l'orchestre national d'Espagne, l'orchestre philharmonique d'Oslo, 
l'orchestre de la radio de Munich, l'orchestre national de France, le Wien Sinfonietta, l'orchestre de la radio de Berlin, l'orchestre métropolitain de Tokyo et avec tous les orchestres italiens les plus importants.
Il a enregistré une grande partie du répertoire chez les labels Harmonia Mundi et JVC Victor, donnant également un grand élan à la nouvelle musique pour clarinette, commandant de nouveaux concertos à Ivan Fedele, Salvatore Sciarrino, Luis de Pablo et Claude Bolling.
Passionné de musique de chambre, il a toujours été membre du Quintette Bibiena et collabore régulièrement avec d'éminents artistes et amis tels que Mario Brunello, Marco Rizzi, Pinkas Zukerman, Alexander Lonquich, Emmanuel Pahud, Andrea Lucchesini, Wolfram Christ, le Trio di Parma, Enrico Dindo, Massimo Quarta, Louis Sclavis, Paquito d'Rivera, Enrico Pieranunzi et Stefano Bollani et bien d'autres.
Spécialiste  de la musique classique, il se produit également dans des programmes de jazz et de klezmer.
Professeur invité dans certains des plus importants conservatoires du monde (Royal College à Londres, Juillard School à New York, Conservatoire National Supérieur de Musique de Paris, School of Arts à Tokyo...), il a été membre des jurys de tous les plus importants concours internationaux pour son instrument (Genève, Munich, Prague, Pékin, le "K.Nielsen" au Danemark et le "B. Crusell" en Finlande).
À l'invitation personnelle de Claudio Abbado, Alessandro Carbonare a accepté le rôle 
de première clarinette dans le Lucerne Festival Orchestra et dans l'Orchestra Mozart (it) avec lequel, toujours sous la direction du Maestro Abbado, il a enregistré pour Deutsche Grammophon le concerto pour clarinette K 622 de Mozart avec clarinette de basset chez le label Deutsche Grammophon, une œuvre qui a remporté le 49th Record Academy Awards.
Son engagement social l'amène à soutenir des projets qui peuvent contribuer à l'amélioration de la société à travers l'éducation musicale, il a en effet assisté Claudio Abbado dans le projet social de l'orchestre symphonique Simón Bolívar et des orchestres d'enfants du Venezuela.
Son CD pour Decca : « L'art de la clarinette » a connu un grand succès et la chaîne satellite SKY-CLASSICA lui a consacré un portrait pour la série « I Notevoli ».
Il est professeur de clarinette à l'académie nationale Sainte-Cécile à Rome et à l'académie musicale Chigiana de Sienne

## Ouvrage
- (it + en + fr) Alessandro Carbonare, Clarinetto - IL SUONO ARTE E TECNICA : 100 exercices quotidiens pour améliorer l'homogénéité, Riverberi Sonori (ISBN 979-0-705004-62-5).

## Discographie
- Zemlinsky : Quartet No. 3 Op. 19; Brahms: Quintet Op. 115 avec le Quartetto Adorno, Alessandro Carbonare. Decca, 2019.
- Weill : Concerto for Violin and Wind Orchestra, Op. 12; Stravinsky; Milhaud avec Gabriele Pieranunzi, Alessandro Carbonare, Enrico Pieranunzi. Musicmedia, 2013
- L'art de la clarinette. Decca, 2008.
- W. A. Mozart - Quintetto par clarinetto e archi K581 / J. Brahms - Quintetto par clarinetto e archi op. 115. Amadeus, 2007.
- Clarinet Sings Opera. Japan Import, 2006.
- Carl Maria von Weber : Concertos pour Clarinette et Orchestre, avec l'Orchestre Haydn de Bolzano. Art Music, 2004.
- No man's Land, avec Andrea Dindo. Velut Luna, 2003.
- Unus Inter Pares. Velut Luna, 2002.
- La Clarinette à l'Opéra : Paraphrases d'Opéras italiens pour Clarinette et Piano. Harmonia Mundi, 2001.
- Piramidi, avec Luca Donini. Splasc(h), 2001.
- Mozart K622, Beethoven - Concerto pour Piano Op. 15, avec Marta Argerich et l'Orchestra del Festival. Musincom, 2001.
- Brahms, Mozart. Harmonia Musica, 1999.
- Robert Schumann : Märchenerzählungen Op. 132, Romanzen Op. 94, Fantasiestuck Op. 73, Märchenbilder Op. 113, avec Simone et Andrea Braconi Dindo. Agorà, 1997.
- W. A. Mozart - Concerto pour Clarinette K622, G. Rossini - Andante tema e variations - Variazioni in Do, avec l'Orchestre de chambre de Pforzheim. Agorà, 1997.
- Mozart, Salieri, avec Euroensemble. Banca CRT, 1997.
- Modeste Moussorgski : tableaux d'une Exposition, avec Quintetto Bibiena. Agorà, 1996.
- Clarinet sings Verdi. Agorà, 1995.
- Il Quintetto Bibiena. Ermitage Aura, 1995.
- Francis Poulenc : Œuvres pour instruments à vent et piano, avec Quintetto Bibiena et Andrea Dindo. Agorà, 1995.
- Johannes Brahms : Trio pour Clarinette, Violoncelle et Piano Op. 114, Sonates pour Clarinette et Piano Op. 120, avec Marco Decimo et Andrea Dindo. Agorà, 1994.